# Isaritm

Undre delen av figuren visar några isolinjer skurna av en rät linje. Kurvan ovanför visar värdena längs linjen.

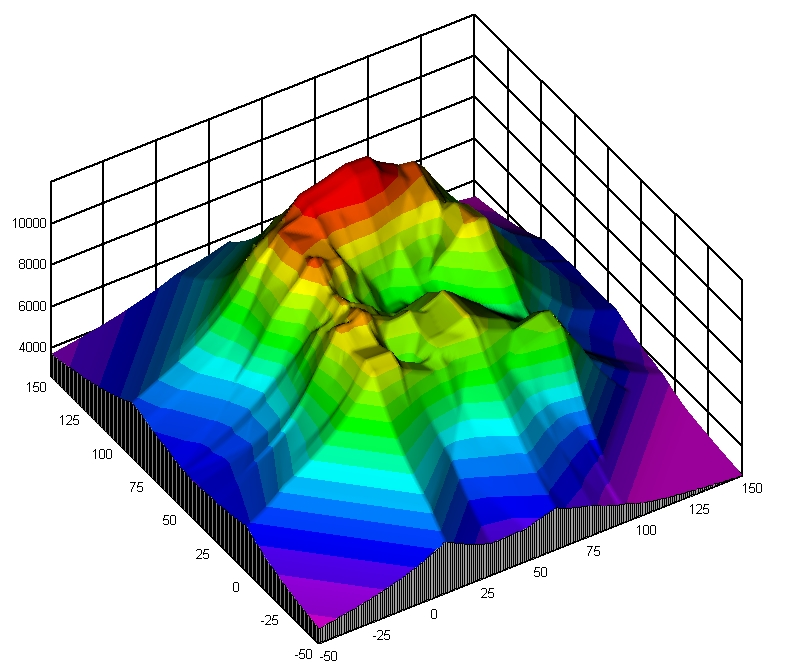
Tredimensionell yta. Nedan visas ett konturdiagram för ytan.

Konturdiagram för funktionen i figuren ovan.

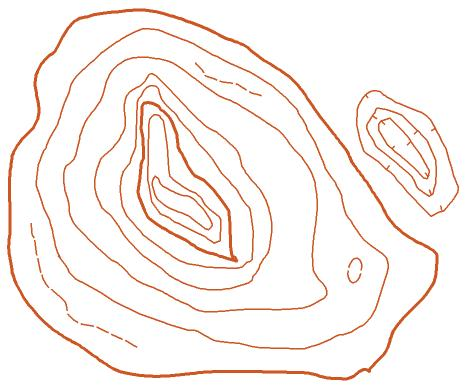
En vanlig form av isaritmer är höjdkurvor. De binder samman punkter med samma höjd.

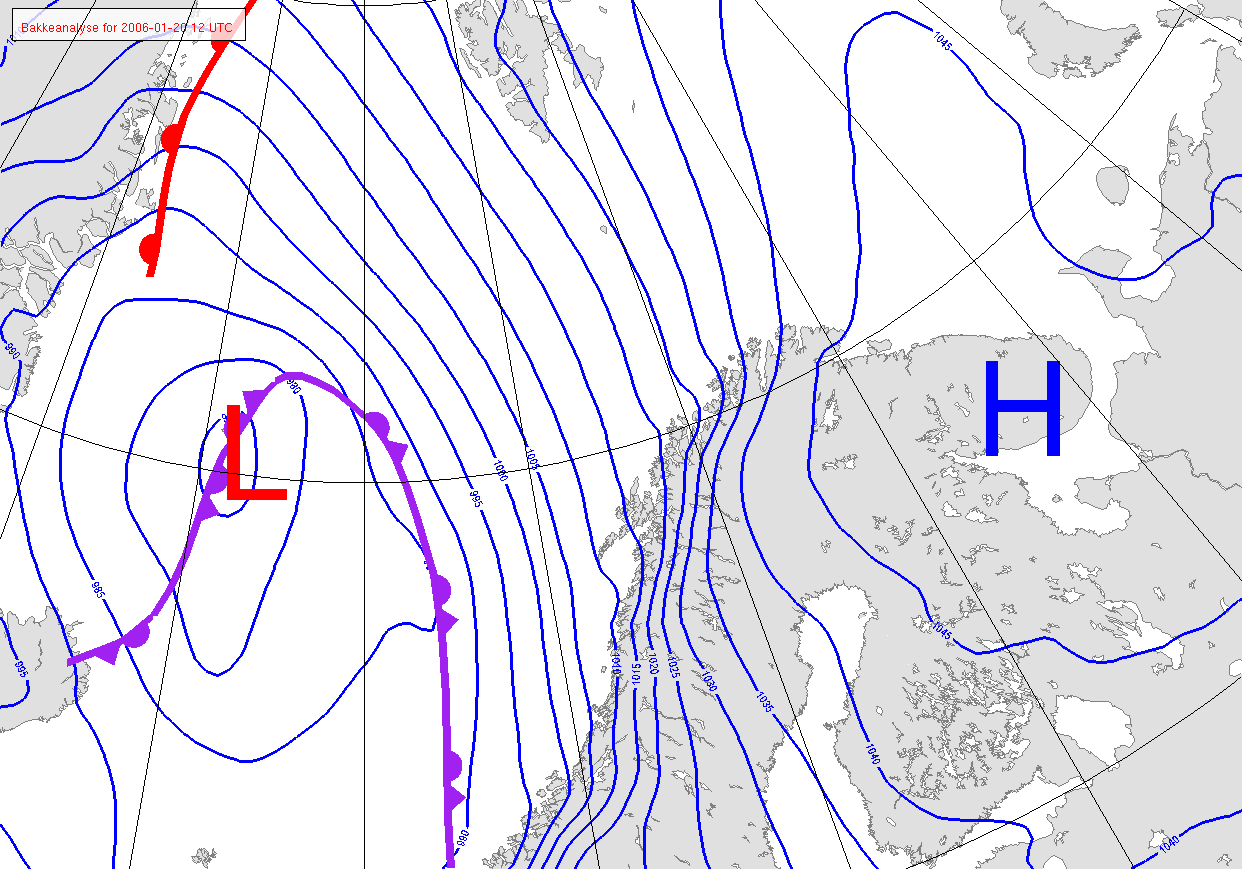
Isobarer 20 januari 2006 - storm i Nord-Norge

En isaritm, isolinje eller konturlinje till en funktion av två variabler är en kurva längs vilken funktionen har samma värde.

## Allmänt
Denna kurva är ett tvärsnitt av grafen till funktionen f(x,y) som är parallellt med planet x,y. Ett diagram med olika isaritmer för en funktion kallas nivådiagram (ibland konturdiagram). Funktionens gradient är alltid vinkelrät mot isaritmerna och gradientens värde är högre ju tätare isaritmerna ligger.

## På kartor
Inom kartografi är en isaritm en linje som sammanbinder punkter med samma värden på en karta, kallad isaritmkarta. Isaritmerna kallas ofta ett ord som börjar med iso-, vilket betyder likhet.

### Höjdkurvor
En av de vanligare isaritmerna på kartor är höjdkurvor. En isaritmkarta med höjdkurvor kallas topografisk karta.

### Isobarer
En isobar är en linje som förbinder punkter med samma lufttryck. Isobarer används inom meteorologin på kartor med nuvarande väder och på kartor med prognoser för framför allt sjöfarten och luftfarten.

### Isotermer
En isoterm är en linje som förbinder punkter med samma temperatur. Isotermer förekommer, till exempel som färgade ytor, på väderkartor för att visa områden med (nära) samma temperatur.

### Isohyeter
En isohyet är en linje som förbinder punkter med samma mängd nederbörd under en given tidsperiod. Hyet kommer från det äldre grekiska ordet ὑετός  (huetós) som betyder regn.

### Isogoner
En isogon är en linje som förbinder punkter med samma riktning eller vinkel, exempelvis magnetisk missvisning (förekommer i huvudsak på flygets småskaligare kartor) eller vindriktning. (Observera att inom geometri betyder isogon en månghörning med lika vinklar.)